# Florian Geyer
Pour les articles homonymes, voir Geyer.
Florian Geyer (ou Geier), aussi connu comme Florian Geyer von Giebelstadt, né vers 1490 à Giebelstadt (Ochsenfurt) et décédé le 10 juin 1525 dans la forêt de Gramschatz, près de Wurtzbourg. 
Geyer était un noble de Franconie qui appartenait à la chevalerie et occupa des postes diplomatiques. Il est devenu célèbre en prenant part à la Guerre des Paysans allemands (1524-1525) du côté des paysans insurgés.

## Biographie

### Les débuts
Après la mort de son père en 1492 et de ses deux frères aînés, Florian Geyer hérite de la totalité de la fortune familiale ce qui lui permet de mener une vie libérée de tout souci économique.  
En 1512-1513, il est invité à la cour du roi Henri VIII d'Angleterre où il entend probablement parler des idées réformatrices de John Wycliffe et des Lollards. En 1517, il refuse de payer des intérêts vieux de 350 ans que la Fondation collégiale de Neumünster (Kollegiatstift Neumünster) lui réclame. En raison de ce refus, Geyer est excommunié et proscrit, situation qui se maintiendra jusqu'à la fin de ses jours. 
En 1519, il sert le Margrave Kasimir de Brandenburg-Ansbach-Bayreuth dans l'armée de la ligue souabe comme commandant de lansquenets dans des actions contre le duc Ulrich von Württemberg et Götz von Berlichingen à Möckmühl.

### Au service d'Albert de Brandeburg-Ansbach
Vers la fin de 1519, Kasimir de Brandenburg-Ansbach-Bayreuth envoie Florian Geyer auprès de son frère, le Grand Maître de l'Ordre Teutonique Albert de Brandeburg-Ansbach, afin que Geyer le conseille dans le conflit avec la Pologne. Tandis que la situation militaire empire, Florian Geyer est envoyé en mission diplomatique dans diverses cours européennes. En 1520, Geyer négocie une trêve qui met un terme à la guerre entre Teutons et Polonais. Geyer reste jusqu'en 1523 au service d'Albert de Brandeburg-Ansbach.
Cette même année, Geyer accompagne son prince lors d'une visite à Martin Luther à Wittenberg. Il est probable que Geyer ait sympathisé avec les idées de Luther à partir de cette rencontre.

### Guerre des Paysans allemands
Lorsque commence la Guerre des Paysans allemands en 1524, Florian Geyer devient conseiller et chef négociateur en représentation des groupes de paysans de la vallée du Tauber. En plus de participer à l'organisation et préparation d'une stratégie, Florian Geyer utilise sa fortune personnelle pour appuyer militairement les paysans apportant une troupe de quelques centaines d'hommes qui en raison de leurs uniformes noirs furent appelés Die Schwarze Haufen (« La Bande Noire »).
Avec ses hommes, il occupe plusieurs petites villes telles que Rohtenburg. Geyer devient un héros dans le folklore de Franconie et du reste de l'Allemagne.
Geyer conduit des négociations avec le Magrave Kasimir de Brandenburgo-Ansbach-Bayreuth. Son objectif dans la lutte contre les princes territoriaux est d'obtenir une réforme de l'empire fondée sur les revendications paysannes et bourgeoises. Geyer souhaite obtenir la suppression des privilèges du clergé en prenant l'Évangile comme base morale. Cependant il ne parvient pas à convaincre les paysans les plus radicaux avec ses revendications modérées, et en raison de ses origines aristocratiques il éveillait une certaine méfiance. 
Certaines sources lui attribuent des destructions de cathédrales, châteaux et des exécutions sommaires de nobles et de clercs, mais ces actes sont sujets de controverses entre historiens.
Lorsque les troupes de la ligue souabe conduites par Jorg III de Waldburg-Zeil leur infligent de lourdes défaites, les paysans insurgés acceptent de suivre les conseils de Florian Geyer et avec son aide ils cherchent un accord de paix en négociant avec le Magrave Kasimir. Geyer se rend dans ce but à Rothenburg. Mais entretemps, les paysans sont défaits lors de la bataille décisive d'Ingolstadt et à Königshofen. Geyer quitte alors Rothenburg et part seul vers le nord.
Dans la nuit du 9 ou du 10 juin 1525, il est assassiné par des envoyés de son beau-frère Wilhem von Brumbach qui rusèrent en prétendant vouloir l'aider. Geyer est poignardé dans la forêt de Gramschatz près de Wurzburg. L'endroit où sont enterrés ses restes est inconnu. Les tentatives pour effacer de la mémoire collective l'insurrection des paysans ont obscurci les circonstances de l'enterrement de Florian Geyer.

## La figure de Florian Geyer comme emblème
En raison de son détachement et de son renoncement volontaire à une vie de luxe et de plaisirs afin de suivre ses convictions, la figure de Florian Geyer se prêtait mieux que celle de l'ambigu Götz von Berlichingen ou celle de Wendel Hipler (en) à la mythification. Ceci provoqua la récupération de Geyer au cours des XIXe et XXe siècles par les idéologues aussi bien de droite comme de gauche. 

### Interprétation marxiste
Selon Friedrich Engels, dans son livre daté de 1850 La Guerre des paysans en Allemagne, cette confrontation fut un exemple pratique de lutte des classes dans laquelle le langage et les métaphores bibliques furent utilisées parce qu'elles étaient facilement comprises par les paysans. Pour Engels, Florian Geyer est un précurseur et un héros de la lutte du prolétariat révolutionnaire.
Au XIXe siècle, Geyer inspire la chanson populaire Wir sind des Geyers schwarzer Haufen qui fut adoptée par l'Internationale en tant qu'hymne pour l'union des prolétaires[réf. nécessaire] puis, au XXe siècle, utilisée comme chant par l'armée de la République Démocratique Allemande.

### Instrumentalisation par le nazisme
Comme le communisme, le nazisme chercha à récupérer la figure de l'emblématique Florian Geyer en raison de sa grande popularité. Pendant la Seconde Guerre mondiale, la 8e division des Waffen-SS prend le nom de Division Florian Geyer.

### Descendants
La famille de Florian Geyer s'est éteinte au début du XVIIIe siècle. Le château familial situé à Giebelstadt a été vendu. Aujourd'hui encore, une célébration annuelle a lieu au château, la Florian Geyer Festspiele.

### Littérature
- Florian Geyer est le héros du drame historique de Gerhart Hauptmann Florian Geyer, publié en 1896.
- Florian Geyer – Chevalier et chef de paysans (fr) de Elly JANISCH, publié en 1932 aux Éditions de la jeunesse, réédité en 2021 aux Editions ACE